# Уортингтон, Кей
Кей Фрэнсис Уортингтон (англ. Kay Frances Worthington; род. 21 декабря 1959, Торонто), в замужестве Тети (англ. Teti) — канадская гребчиха, выступавшая за сборную Канады по академической гребле в 1980-х и 1990-х годах. Двукратная олимпийская чемпионка, победительница и призёрка многих регат национального значения.

## Биография
Кей Уортингтон родилась 21 декабря 1959 года в городе Торонто провинции Онтарио, Канада.
Занималась академической греблей во время учёбы в Торонтском университете, который окончила в 1983 году. Позже проходила подготовку в торонтских гребных клубах Hanlan Boat Club и Argonaut Rowing Club.
Дебютировала на взрослом международном уровне в сезоне 1981 года, когда вошла в основной состав канадской национальной сборной и выступила на чемпионате мира в Мюнхене, где заняла четвёртое место в зачёте распашных рулевых восьмёрок. Два года спустя на аналогичных соревнованиях в Дуйсбурге вновь показала четвёртый результат в той же дисциплине.
Благодаря череде удачных выступлений удостоилась права защищать честь страны на летних Олимпийских играх 1984 года в Лос-Анджелесе — здесь снова была близка к призовым позициям в восьмёрках, расположившись в итоговом протоколе соревнований на четвёртой строке.
После лос-анджелесской Олимпиады Уортингтон перешла в парные дисциплины. Так, в 1985 году на чемпионате мира в Хазевинкеле она заняла седьмое место в парных четвёрках, в следующем сезоне на мировом первенстве в Ноттингеме так же была далека от попадания в число призёров.
В 1987 году на чемпионате мира в Копенгагене финишировала четвёртой в одиночках.
Находясь в числе лидеров гребной команды Канады, благополучно прошла отбор на Олимпийские игры 1988 года в Сеуле. Вместе с напарницей Силкен Лауман выступила здесь в программе парных двоек и заняла итоговое седьмое место.
После сеульской Олимпиады Уортингтон завершила спортивную карьеру, хотя при этом продолжала тренироваться и поддерживала себя в хорошей форме. В 1992 году она вернулась в академическую греблю ради участия в Олимпийских играх в Барселоне, и эти Игры в конечном счёте оказались самым успешными для неё — Уортингтон совместно с другими канадскими гребчихами одержала победу сразу в двух распашных дисциплинах, безрульных четвёрках и рулевых восьмёрках, завоевав тем самым две золотые медали.
На этом она окончательно оставила большой спорт. Впоследствии работала спортивным комментатором, консультантом, торговала на бирже, получила учёную степень в области юриспруденции. Замужем за известным американским гребцом Майком Тети, чемпионом мира, бронзовым призёром Олимпиады в Сеуле.
За выдающиеся спортивные достижения в 1994 году была введена в Канадский олимпийский зал славы. С 2013 года — член Канадского зала славы спорта.